# Daniel Barroy
 (septembre 2019).
Daniel Barroy, né le 23 novembre 1953 à Lille, est un administrateur civil.

## Biographie
Né le 23 novembre 1953 à Lille, Daniel-Christian Barroy est diplômé d'HEC. Administrateur civil, il est affecté de 1981 à 1985 à la direction de la prévision du ministère de l'économie et des finances.
En juillet 1988 il est nommé directeur du cabinet de M. Émile Biasini, secrétaire d'État auprès du ministre de la culture, chargé des grands travaux. 
Daniel Barroy est gérant de l'entreprise Sci jo bar, créée en 2005.